# Siegfried Bettmann (Mediziner)
Siegfried Bettmann (* 16. Juni 1869 in Bayreuth; † 19. Oktober 1939 in Zürich) war ein deutscher Dermatologe und Hochschullehrer.

## Leben
Bettmann wurde am 16. Juni 1869 als Sohn jüdischer Eltern in Bayreuth geboren. 1888 begann er sein Studium der Medizin in Heidelberg, verbrachte das Wintersemester 1890/91 in Berlin und kehrte danach wieder zurück nach Heidelberg. 1893 folgte die Promotion beim Psychiater Emil Kraepelin und schließlich 1897 die Habilitation. 1894 bis 1895 war Bettmann Assistent an der Poliklinik Heidelberg unter Oswald Vierordt, dann bis 1908 Assistent unter Wilhelm Erb (1840–1921) an der Medizinischen Universitätsklinik. Erb übertrug Bettmann ab 1899 die Betreuung der dermatologischen und venerologischen Patienten. 1904 erhielt er einen Lehrauftrag für dieses Fachgebiet und hatte ab dem 15. August 1908 eine außerordentliche Professur sowie die Position des Direktors der Heidelberger Hautklinik inne. 1919 war er Inhaber des Heidelberger Lehrstuhls für Haut- und Geschlechtskrankheiten. Von 1924 bis 1925 war er Dekan der Medizinischen Fakultät.
Im April 1933 wurde zum Boykott der privatärztlichen Praxis aufgerufen. Bettmanns Sohn Hans-Walter beging am 1. April 1933 Suizid, nachdem ihm seine Entlassung als Gerichtsassessor aus „rassischen“ Gründen angekündigt worden war und an der Tür seines Elternhauses der Boykottaufruf und Hetzparolen gestanden hatten.
Im Oktober 1934 fühlte Siegfried Bettmann sich gezwungen, seine Emeritierung zu beantragen. Dem wurde im November stattgegeben, später wurde der Beschluss jedoch zurückgenommen und in den Entzug der Lehrerlaubnis und die Versetzung in den Ruhestand zum 1. April 1935 umgewandelt. Bettmann beabsichtigte, mit seiner Frau Rosa (geborene Friedmann) in die USA auszuwandern. Im März 1939 folgte die Ausreise aus Deutschland über die Schweiz, wo er am 19. Oktober 1939 in Zürich verstarb.

## Gedenken

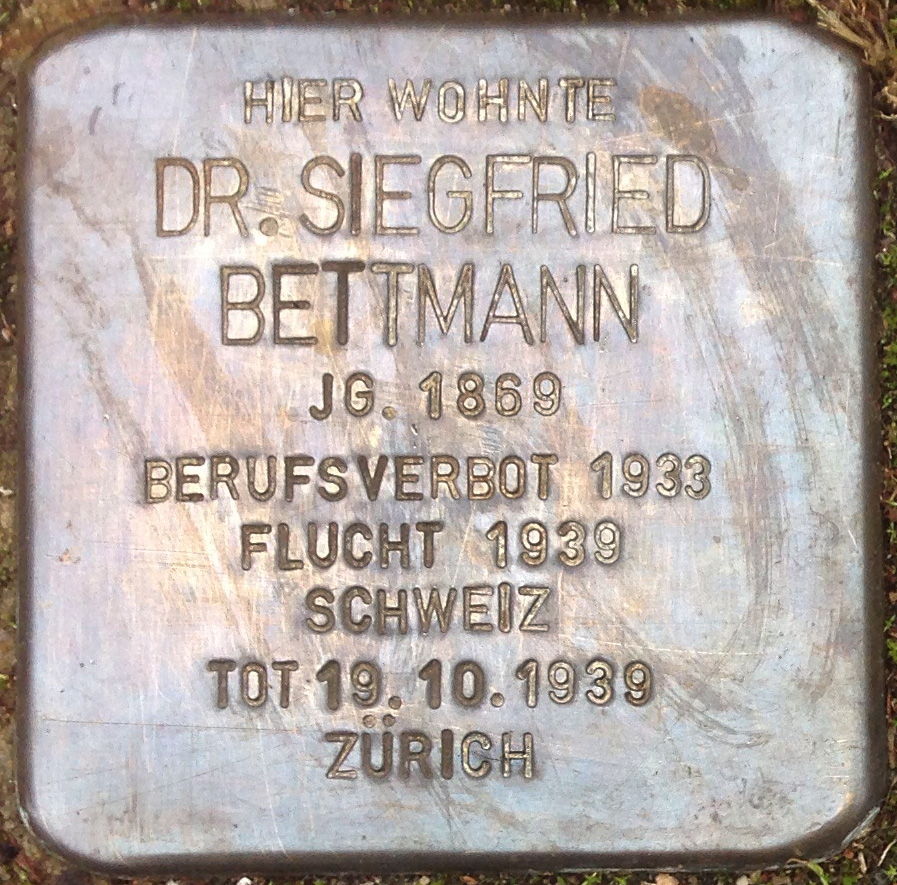
Stolperstein für Siegfried Bettmann

An der Wand der Grabkapelle des evangelischen Friedhofs in Sils Maria erinnert eine Grabplatte an den Heidelberger Dermatologen Bettmann.
Am 20. November 2014 wurden für Siegfried Bettmann und seine Familie mehrere Stolpersteine in Heidelberg verlegt.

## Publikationen
- Die ärztliche Ueberwachung der Prostituierten. In: Moritz Fürst, Franz Windscheid (Hrsg.): Handbuch der sozialen Medizin. Band 7. Fischer, Jena 1905 (280 S.).
- Einführung in die Dermatologie. Bergmann, Wiesbaden 1914 (186 S.).
- Hautkrankheiten. G. Thieme, Leipzig 1922 (189 S.).
- Geschlechtsleben und Hygiene : Erziehung - Ehe - Geschlechtskrankheiten - Prostitution - Persönl. Prophylaxe. S. Hirzel, Leipzig 1923 (132 S.).